# 110 Лідія
110 Лідія (110 Lydia) — астероїд головного поясу, відкритий 19 квітня 1870 року.